# Дечани (племе)
Дечани (чеш. Děčané, пољ. Deczanie), западнословенско племе, једно од древних чешких племена, које је насељавало долину реке Лабе и падине Рудне горе око града Дјечин на северозападу Чешке. 
Дечани су поменути у Scriptorum rerum bohemicarum написаном 1086. где је описано становништво Прашке бискупије..